# 毛叶桫椤
毛叶桫椤（学名：Alsophila andersoni）为桫椤科桫椤属下的一个种。